# Flashing Spirits
Flashing Spirits ist ein Jazzalbum von Cecil Taylor. Die am 3. September 1988 beim Outside In Festival in Crawley, Sussex, entstandenen Aufnahmen erschienen am 11. Juli 2025 auf Burning Ambulance Records.

## Hintergrund
Das Album ist der Mitschnitt eines Auftritts, den der Pianist Cecil Taylor beim Outside In Festival in Crawley, Sussex absolvierte. Taylor hatte gerade seinen Aufenthalt in Berlin hinter sich gebracht, wo er eine wichtige Aufnahmereihe für Free Music Production
produziert und dabei auch die Zusammenarbeit mit Tony Oxley begonnen hatte – eine musikalische Beziehung, die sich für beide Männer als entscheidend erwies, so Jack Kenny.
Eine der ersten gemeinsamen Aufnahmen von Cecil Taylor und Oxley war das im Juli 1988 in Berlin aufgenommene Duo-Album „Leaf Palm Hand“ (FMP). Die beiden spielten bis 2016 zusammen, als Oxley bei Taylors letztem öffentlichen Auftritt mitwirkte. Flashing Spirits besteht aus einer ausgedehnten Improvisation mit einem verhaltenen Beginn (dann übernahm Taylor die Führung) und zwei kurzen Zugaben. Die Produktion des Albums entstand in Zusammenarbeit mit Leo Feigin.
Die Zusammenarbeit des Duos sollte sich in den kommenden Jahren als fruchtbar erweisen. Oxley und Taylor traten als Feel Trio mit dem Bassisten William Parker sowie an der Seite von Bill Dixon, Anthony Braxton und anderen auf und arbeiteten bis zu den letzten öffentlichen Auftritten des Pianisten im Jahr 2016 zusammen.
Oxley schätzte die Zusammenarbeit mit Taylor und sagte, man könne sich nur auf die Zusammenarbeit mit dem Pianisten vorbereiten, „wenn man unvorbereitet sei“. Oxley beschrieb seine Beziehung zu Taylor: „Die Freude … und glauben Sie mir, dieses Wort ist sehr, sehr wichtig, wenn ich das Spielerlebnis mit Cecil beschreiben soll. Die Freude ist viel größer, wenn man sich darauf vorbereitet, dorthin zu gehen, wohin die Musik einen führt, und nicht versucht, die Musik dorthin zu lenken, wo man sie haben will oder [dies] glaubt. Mit Taylor braucht man sich keine Sorgen zu machen. Es ist immer etwas los. Man kann sich entspannen und die gemeinsame Erfahrung genießen. Er hat seine Sprache. Ich habe meine. Und wir denken, ich hoffe … zumindest denke ich, dass die Kompatibilität etwas ganz Besonderes ist. Das ist einer der wichtigsten Aspekte, die man beim Hören oder Nachdenken über seine Musik im Hinterkopf behalten sollte. So kann ich es wohl am besten beschreiben.“

## Titelliste
- Cecil Taylor: Flashing Spirits (Burning Ambulance Music BAM112)[3]

1. Flashing Spirits 38:21
2. Encore 1 4:05
3. Encore 2 (Stone) 1:06

## Rezeption

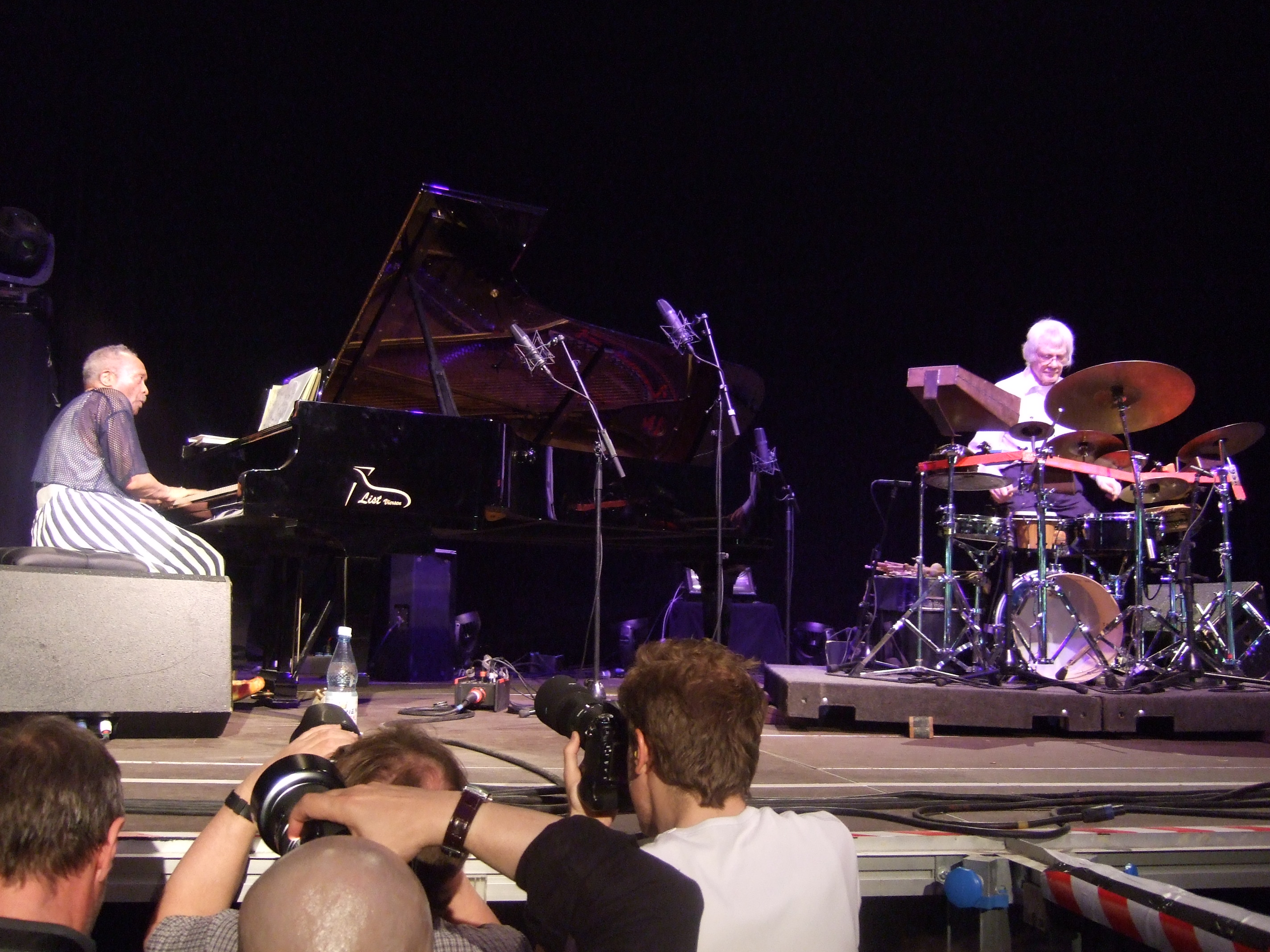
Cecil Taylor (links) und Tony Oxley auf dem Moers Festival 2008

Dies würde die frühe Phase der Zusammenarbeit der beiden Männer dokumentieren; Taylor webe dichte Muster, während Oxley eine grollende, perkussive Klanglandschaft liefere, schrieb Jack Kenny in All About Jazz. Bald würde Taylor dichte Toncluster bilden, huschende und komplizierte rhythmische Muster. Anfangs gehe Oxley sparsam mit seiner Palette an Perkussionsinstrumenten um und verwende eine Reihe von Becken, Glocken und unkonventionellen Klangquellen, um eine subtile, reichhaltige Textur, eine erweiterte Klangpalette zu erzeugen. Ungefähr nach zwei Dritteln des Hauptstücks würde es zu einem Stimmungs- und Intensitätswechsel kommen, an den sich Oxley sensibel anpasse. Bei den Zugaben habe das Zusammenspiel von Piano und Schlagzeug eine humorvolle Note. Ihre Interaktion sei nahezu telepathisch, wobei Oxleys reaktives Trommeln Taylors dynamische Wechsel von frenetischen Ausbrüchen bis hin zu zarten, nachdenklichen Passagen vorwegnehme.
Auf dem Mitschnitt höre man das Duo in unterschwelliger Kommunikation, wie es seine Instrumente bis an die Grenzen treibe, schrieb James Taylor (All About Jazz). Oxleys Spiel sei feurig und frei, mit einer schwindelerregenden Palette an Beckenklängen und Trommelwirbeln, die dem umfangreichen Schlagzeug des Schlagzeugers Klänge entlocken. Es gebe nur wenige Schlagzeuger, deren Spielstil so einzigartig sei wie Oxley, und Flashing Spirits zeige ihn in Höchstform. Passend zu Oxleys Intensität scheinen Cecil Taylors Finger über das Klavier zu gleiten und dem Instrument eine Lautstärke zu entlocken, die nur wenige andere erreichen konnten. 30 Jahre nach Beginn seiner Karriere zum Zeitpunkt dieser Aufnahme würde Taylor so souverän wie eh und je wirken.
Das Album gelangte auf Position 23 der Halbjahresliste (1/2025) des Francis Davis Jazz Critics Poll in der Kategorie wieder- und unveröffentlichter älterer Aufnahmen.